# Leeina philippinensis
Leeina philippinensis är en svampart som beskrevs av Petr. 1923. Leeina philippinensis ingår i släktet Leeina, divisionen sporsäcksvampar och riket svampar.   Inga underarter finns listade i Catalogue of Life.